# Höbergsfjällets naturreservat
Höbergsfjällets naturreservat är ett naturreservat i Krokoms kommun i Jämtlands län.
Området är naturskyddat sedan 2019 och är 5 hektar stort. Reservatet ligger på sydöstra sluttningen av Höbergsfjället väster om Stor-Kingen invid gränsen mot Norge Reservatet består av gammal granskog med björk och sälg i sydsluttningen.